# Abierto de Estados Unidos 2005
Lista de los campeones y de los principales clasificados del Abierto de los Estados Unidos de 2005:

## Seniors

### Individual Masculino
Roger Federer (SUI) d. Andre Agassi (USA), 6-3 2-6 7-6(1) 6-1

### Individual Femenino
Kim Clijsters (BEL) d. Mary Pierce (FRA), 6-3 6-1

### Dobles Masculino
Bob Bryan / Mike Bryan (USA) d. Jonas Björkman (SUE) / Max Mirnyi (BLR), 6-1, 6-4

### Dobles Femenino
Lisa Raymond (USA) / Samantha Stosur (AUS) d. Yelena Dementieva (RUS) / Flavia Pennetta (ITA), 6-2 5-7 6-3

### Dobles Mixto
Daniela Hantuchová (SVK) / Mahesh Bhupathi (IND) d. Katarina Srebotnik (SLO) / Nenad Zimonjić (SCG), 6-4 6-2

## Juniors

### Individual Masculino
Ryan Sweeting (BAH) d. Jérémy Chardy (FRA), 6-4 6-4

### Individual Femenino
Viktoria Azarenka (BLR) d. Alexa Glatch (USA), 6-3 6-4

### Dobles Masculino
Alex Clayton (USA) / Donald Young (USA) d. Carsten Ball (AUS) / Thiemo de Bakker (HOL), 7-6(3) 4-6 7-5

### Dobles Femenino
Nikola Frankova (CHE) / Alisa Kleybanova (RUS) d. Alexa Glatch (USA) / Vania King (USA), 7-5 7-6(3)

## Preclasificados

### Primeros 10 preclasificados (Individuales)
| Individuales masculinos |                        |             |                     |                  |
| 1. | Roger Federer          | derrota a   | Andre Agassi        | Final            |
| 2. | Rafael Nadal           | pierde ante | James Blake         | 3.ª ronda        |
| 3. | Lleyton Hewitt         | pierde ante | Roger Federer       | Semifinal        |
| 4. | Andy Roddick           | pierde ante | Gilles Müller       | 1.ª ronda        |
| 6. | Nikolay Davydenko      | pierde ante | Paradorn Srichaphan | 2.ª ronda        |
| 7. | Andre Agassi           | pierde ante | Roger Federer       | Final            |
| 8. | Guillermo Coria        | pierde ante | Robby Ginepri       | Cuartos de final |
| 9. | Gastón Gaudio          | pierde ante | Brian Baker         | 1.ª ronda        |
| 10. | Mariano Puerta         | pierde ante | Stanislas Wawrinka  | 2.ª ronda        |
| 11. | David Nalbandian       | pierde ante | Roger Federer       | Cuartos de final |
| * El quinto preclasificado Marat Safin (Rusia) se retiró del torneo antes de su comienzo, debido a que no alcanzó a recuperarse de una operación. |                        |             |                     |                  |
| Individuales femeninos |                        |             |                     |                  |
| 1. | María Sharápova        | pierde ante | Kim Clijsters       | Semifinal        |
| 2. | Lindsay Davenport      | pierde ante | Yelena Dementieva   | Cuartos de final |
| 3. | Amélie Mauresmo        | pierde ante | Mary Pierce         | Cuartos de final |
| 4. | Kim Clijsters          | derrota a   | Mary Pierce         | Final            |
| 5. | Svetlana Kuznetsova    | pierde ante | Ekaterina Bychkova  | 1.ª ronda        |
| 6. | Yelena Dementieva      | pierde ante | Mary Pierce         | Semifinal        |
| 7. | Justine Henin-Hardenne | pierde ante | Mary Pierce         | 4.ª ronda        |
| 8. | Serena Williams        | pierde ante | Venus Williams      | 4.ª ronda        |
| 9. | Nadia Petrova          | pierde ante | María Sharápova     | Cuartos de final |
| 10. | Venus Williams         | pierde ante | Kim Clijsters       | Cuartos de final |

### Primeros 5 preclasificados (Dobles masculinos)
| Dobles masculinos |                             |                           |                           |             |
| 1.                | Jonas Björkman Max Mirnyi   | pierden ante              | Mike Bryan Bob Bryan      | Final       |
| 2.                | Mike Bryan Bob Bryan        | obtienen el torneo contra | Jonas Björkman Max Mirnyi | Final       |
| 3.                | Mark Knowles Daniel Nestor  | pierden ante              | Paul Goldstein Jim Thomas | 1.ª ronda   |
| 4.                | Wayne Black Kevin Ullyett   | pierden ante              | Jonas Björkman Max Mirnyi | Semifinales |
| 5.                | Leander Paes Nenad Zimonjić | pierden ante              | Amer Delic Jeff Morrison  | 1.ª ronda   |

### Primeros 5 preclasificados (Dobles femeninos)
| Dobles femeninos |                                          |              |                                          |                  |
| 1.               | Cara Black Rennae Stubbs                 | pierden ante | Lisa Raymond Samantha Stosur             | Cuartos de final |
| 2.               | Svetlana Kuznetsova Alicia Molik         | pierden ante | Anna-Lena Groenefeld Martina Navratilova | Cuartos de final |
| 3.               | Conchita Martínez Virginia Ruano Pascual | pierden ante | Lisa Raymond Samantha Stosur             | Semifinales      |
| 4.               | Nadia Petrova Meghann Shaughnessy        | pierden ante | Yelena Dementieva Flavia Pennetta        | 3.ª ronda        |
| 5.               | Daniela Hantuchová Ai Sugiyama           | pierden ante | Zi Yan Jie Zheng                         | 3.ª ronda        |

### Primeros 5 preclasificados (Dobles mixtos)
| Dobles mixtos |                                 |              |                                    |                  |
| 1.            | Cara Black Wayne Black          | pierden ante | Dinara Sáfina Andy Ram             | 2.ª ronda        |
| 2.            | Rennae Stubbs Bob Bryan         | pierden ante | Corina Morariu Mike Bryan          | Cuartos de final |
| 3.            | Elena Likhovtseva Daniel Nestor | pierden ante | Katarina Srebotnik Nenad Zimonjić  | 2.ª ronda        |
| 4.            | Lisa Raymond Jonas Björkman     | pierden ante | Daniela Hantuchová Mahesh Bhupathi | 2.ª ronda        |
| 5.            | Ai Sugiyama Kevin Ullyett       | pierden ante | Daniela Hantuchová Mahesh Bhupathi | Cuartos de final |